# Montgomerie-Gletscher
Der Montgomerie-Gletscher ist ein schmaler, etwa 16 Kilometer langer Gletscher, der in nördlicher Richtung entlang der Westflanke des Hampton Ridge in der Königin-Alexandra-Kette bis zum Lennox-King-Gletscher fließt. 
Benannt wurde er von Teilnehmern der New Zealand Geological Survey Antarctic Expedition (1961–1962) nach John Montgomerie, einem Expeditionsmitglied.